# Мишель Гримо
Мише́ль Гримо́ (фр. Michel Grimaud) — коллективный псевдоним супругов-писателей Марсель Перрио (1937—2011) и Жан-Луи Фреса (1946—2011). Псевдоним Мишель Гримо был придуман по требованию издателя первой книги французских супругов-соавторов — научно-фантастического романа о доисторических временах «Рор непобедимый» (1971). Издатель отказался печатать на обложке романа два неизвестных читающей публике имени — так родился псевдоним, состоящий из двух слов: Мишель (второе имя Марсель Перрио) и Гримо (название французской коммуны, в которой решили поселиться супруги).

## Творческая карьера
С 1968 года французские авторы начали совместное творчество в Париже: под коллективным псевдонимом опубликовано около 40 романов для юношества, включая научную фантастику и один детектив. Наиболее известное во Франции произведение — роман «Тиран Аксилан» (фр. Le tyran d'Axilane, 1982) — стало обладателем премии «Гран-при французской научной фантастики» (фр. Grand Prix de la Science-Fiction Française) в номинации «лучший роман для подростков».
На русский язык переведены романы:
- Город лишённый солнца, 1973 (переводчик А. Григорьев) — роман вошёл в антологию «Недетские игры» М.: Мир, 1986 — с. 337—503
- Люди моря, 1986

### Романы
- Malakansâr ou l'éternité des pierres, Denoël, 1980
- La dame de cuir, Denoël, 1981
- L’Arbre d’Or, Denoël, 1983
- 42, rue Saint-Sauveur, Liana Lévi, 1986
- Un cave dans le charbon, Liana Lévi, 2006 (переиздано: 42, rue Saint-Sauveur)

### Произведения для юношества
- Rhôor, Alsatia, 1970
- Amaury, chevalier cathare, Robert Laffont, 1971
- Les pirates de Bornéo, Rageot, 1972
- La ville sans soleil, Robert Laffont, 1973
- La terre des autres, Rageot, 1973
- Le Peuple de la Mer, Rageot, 1974
- Pourquoi partir ?, Rageot, 1974
- Des hommes traqués, Robert Laffont, 1975
- Soleil à crédit, Rageot, 1975
- Une chasse en été, GP, 1976
- Les insoumis de Terre-Neuve, GP, 1976
- Les esclaves de la joie, Duculot, 1977
- L'île sur l’Océan-Nuit, Robert Laffont, 1978
- Les vacances de Madame Nuit, Rageot, 1978
- Le grand voyage d’Alexandre Tolpe, Rageot, illustrations Alain Millerand, 1979
- Le temps des gueux, Duculot, 1980
- Les contes de la Ficelle, Rageot, 1982 — премировано фр. Prix Sobrier-Amout de l’Académie française.
- Le tyran d’Axilane, Gallimard, 1982 — премировано фр. Grand prix de la science-fiction française.
- Le jour du Gombo, La Farandole, 1982
- Le paradis des autres, Rageot, 1983 (переиздано: La terre des autres)
- Les Pataplafs, La Farandole, 1985
- L’enfant de la mer, Bayard, 1986
- Le Passe-Monde, La Farandole, 1986 — премировано фр. Grand prix de littérature pour la jeunesse.
- Le coffre magique, Bayard, 1989
- Coup de cœur, Duculot, 1992
- L’assassin crève l'écran, Rageot, 1992
- Père Loup, Flammarion, 1993
- Un milliard de trop, Hachette, 1993
- Les aventures de la Ficelle, Flammarion, 1993 (переиздано: Contes de la Ficelle)
- Le fantôme des Cassegrain, Hachette, 1994
- Règlement de comptes en morte-saison, Rageot, 1994
- Drôles de vacances pour l’inspecteur, Rageot, 1996
- Le meilleur détective du monde, Gallimard, 1997
- L’inconnu dans le frigo, Flammarion, 1997
- Chapeau les tueurs !, Rageot, 1997
- La ville hors du temps, Gallimard, 1999
- Les larmes de la terre, Actes Sud, 2000 (переиздано: Des hommes traqués).
- Le violon maudit Le violon maudit 2 LA VEANGENCE D ADELE, Gallimard, 2000
- Une ombre sur le toit, Rageot, 2002
- Cache-cache mortel, Gallimard, 2003
- Le Recruteur, Mijade, 2010 (переиздано: Temps des gueux).